# Rudolf Hagelstange
Rudolf Hagelstange (Nordhausen, 14 gennaio 1912 – Hanau, 5 agosto 1984) è stato un poeta tedesco.
Legato a un realismo tradizionale, divenne noto con la raccolta di liriche Credo veneziano (Venezianisches Credo, 1945), che riflette la situazione esistenziale della generazione uscita dalla guerra. Di tono autocritico è la Ballata della vita sepolta (Ballade vom verschütteten Leben). Nei romanzi Trastullo degli dei (Spielball der Götter, 1959) e Il grande birbone (Der große Filou, 1976) racconta in chiave ironica le vite di alcuni eroi greci.
Ha tradotto in tedesco molti autori della letteratura italiana (tra i quali Giovanni Boccaccio e Angelo Poliziano).

## Opere
- Venezianisches Credo (1945) - Traduzione italiana Credo veneziano, a cura di Alberto Noceti e Massimo Bacigalupo, con uno scritto di Carlo Vita (Il Canneto, Genova 2022)
- Es spannt sich der Bogen (1949)
- Ballade vom verschütteten Leben (1959)
- Spielball der Götter (1959)
- Die Puppen in der Puppe (1963)
- Altherrensommer (1969)
- Bei den schwarzen Baptisten
- Venus im Mars
- Der grosse Filou (1976)
- Der General und das Kind
- Der schielende Löwe oder How do you like America?
- Tränen gelacht
- Reisewetter
- Das Haus oder Balsers Aufstieg
- Der Niedergang oder von Balsers Haus zum Käthe-Kollwitz-Heim
- Zeit für ein Lächeln
- Es war im Wald zu Ascalon
- Die letzten Nächte
- Alleingang
- Menschen und Gesichter (1982)